# Jorge, Duque de Brunsvique-Luneburgo
Jorge de Brunsvique-Luneburgo (17 de Novembro de 1582 – 2 de Abril de 1641) foi Duque de Brunsvique-Luneburgo e Príncipe de Callenberg a partir de 1635.

## Família
Jorge era o décimo-terceiro dos quinze filhos do duque Guilherme de Brunsvique-Luneburgo e da princesa Doroteia da Dinamarca. Os seus avós paternos eram o duque Ernesto I de Brunsvique-Luneburgo e a duquesa Sofia de Mecklemburgo-Schwerin. Os seus avós maternos eram o rei Cristiano III da Dinamarca e a duquesa Doroteia de Saxe-Lauemburgo.

## Vida
A mãe de Jorge foi sua regente durante os primeiros anos do seu reinado até ele atingir a maioridade, retirando poder aos conselheiros que tinham arruinado o estado durante os ataques de loucuras do seu pai.
Na divisão de 1635 dos territórios da Casa de Guelfo, após a morte do duque Frederico Ulrich de Brunsvique-Luneburgo, Jorge recebeu o Principado de Callenberg que incluía o antigo Principado de Göttingen desde 1495, enquanto o seu irmão Augusto ficou com o Principado de Luneburgo. Jorge foi o primeiro duque a residir oficialmente em Hanôver onde começou a construir o Palácio de Leine. Após a sua morte foi sucedido pelo seu filho Cristiano Luís de Brunsvique-Luneburgo.

## Casamento e descendência
Jorge casou-se com a condessa Ana Leonor de Hesse-Darmstadt no dia 14 de Dezembro de 1617. O casal teve oito filhos:
- Madalena de Brunsvique-Luneburgo (nascida e morta a 9 de Agosto de 1618).
- Cristiano Luís de Brunsvique-Luneburgo (25 de Fevereiro de 1622 - 15 de Março de 1665), casado com Sofia Doroteia de Schleswig-Holstein-Sonderburg-Glücksburg; sem descendência.
- Jorge Guilherme de Brunsvique-Luneburgo (16 de Janeiro de 1624 - 28 de Agosto de 1705), casado com Éléonore Desmier d'Olbreuse; com descendência.
- João Frederico de Brunsvique-Luneburgo (25 de Abril de 1625 - 28 de Dezembro de 1679), casado com Benedita Henriqueta do Palatinado-Simmern; com descendência.
- Sofia Amália de Brunsvique-Luneburgo (24 de Março de 1628 - 20 de Fevereiro de 1685), casada com o rei Frederico III da Dinamarca; com descendência.
- Ernesto Augusto, Eleitor de Hanôver (20 de Novembro de 1629 - 23 de Janeiro de 1698), casado com Sofia de Hanôver; com descendência.
- Doroteia Madalena de Brunsvique-Luneburgo (20 de Novembro de 1629 - 17 de Novembro de 1630), morreu com um ano de idade.
- Ana de Brunsvique-Luneburgo (20 de Novembro de 1630 - 13 de Novembro de 1636), morreu aos cinco anos de idade.